# Visitas oficiales a León XIV
La siguiente lista da a conocer las visitas de representantes de Estados y organizaciones internacionales a la Santa Sede durante el pontificado de León XIV, que comenzó el 8 de mayo de 2025.    
El anexo incluye visitas de jefes de Estado o de gobierno y jefes de organizaciones internacionales.    

## 2025
| #             | Fecha               | Visitante                                                       | Notas | Ref.          |
| Mayo de 2025  | Mayo de 2025        | Mayo de 2025                                                    | Mayo de 2025 | Mayo de 2025  |
| ------------- | ------------------- | --------------------------------------------------------------- | --- | ------------- |
| 1             | 18 de mayo de 2025  | Dina Boluarte (Presidenta del Perú)                             | Asistió a la investidura papal. | [ 1 ]         |
| 2             | 18 de mayo de 2025  | Volodímir Zelenski (Presidente de Ucrania)                      | Asistió a la investidura papal. | [ 2 ]         |
| 3             | 19 de mayo de 2025  | Gustavo Petro (Presidente de Colombia)                          | Asistió a la investidura papal de León XIV. Conversaron sobre las sólidas relaciones entre la Santa Sede y Colombia y el papel de la Iglesia en el apoyo a la paz y la reconciliación. Las conversaciones con el arzobispo Gallagher también abordaron la situación sociopolítica de Colombia, incluyendo los desafíos en materia de seguridad, migración y cambio climático.                                 | [ 3 ] [ 4 ]   |
| 4             | 19 de mayo de 2025  | J. D. Vance (Vicepresidente de los EE. UU)                      | Asistió a la investidura papal. Hablaron sobre los vínculos entre la Iglesia y el Estado, la libertad religiosa y cuestiones globales. Las conversaciones con el arzobispo Gallagher enfatizaron las sólidas relaciones bilaterales y la necesidad de respetar el derecho humanitario y el derecho internacional en zonas de conflicto, a la vez que promovieron soluciones pacíficas y negociadas.           | [ 5 ]         |
| 5             | 19 de mayo de 2025  | Anthony Albanese (Primer ministro de Australia)                 | Asistió a la investidura papal de León XIV Conversaron sobre los fuertes lazos entre la Santa Sede y Australia. Las conversaciones con el arzobispo Gallagher destacaron el papel social de la Iglesia, especialmente en la educación, y abordaron preocupaciones compartidas como la protección del medio ambiente, el desarrollo humano y la libertad religiosa.                                            | [ 6 ]         |
| 6             | 19 de mayo de 2025  | Míjeil Kavelashvili (Presidente de Georgia)                     | Asistió a la investidura papal. | [ 3 ]         |
| 7             | 23 de mayo de 2025  | Rosen Zheliazkov (Primer ministro de Bulgaria)                  | Visita oficial | [ 7 ]         |
| 8             | 26 de mayo de 2025  | Gordana Silianovska-Davkova (Presidenta de Macedonia del Norte) | Visita oficial | [ 8 ]         |
| 9             | 26 de mayo de 2025  | Abiy Ahmed Ali (Primer ministro de Etiopía)                     | Visita oficial | [ 9 ]         |
| Junio de 2025 |                     |                                                                 | |               |
| 10            | 6 de junio de 2025  | Sergio Mattarella (Presidente de Italia)                        | León XIV se reunió con el presidente italiano Mattarella para discutir los fuertes lazos bilaterales, los conflictos globales en Ucrania y Oriente Medio, y el papel de la Iglesia en la vida social italiana. | [ 10 ] [ 11 ] |
| 11            | 6 de junio de 2025  | António Costa (Presidente del Consejo Europeo)                  | El papa León XIV se reunió con el presidente del Consejo de la UE, Costa, para tratar sobre los vínculos fuertes, el alivio del hambre mundial, la ayuda al desarrollo y los conflictos en curso en Ucrania y Gaza. | [ 10 ]        |
| 12            | 7 de junio de 2025  | Javier Milei (Presidente de Argentina)                          | Hablaron de los fuertes lazos bilaterales, la pobreza, la cohesión social y los conflictos globales, subrayando la necesidad de realizar esfuerzos de paz. | [ 12 ]        |
| 13            | 11 de junio de 2025 | António Guterres (Secretario general de las Naciones Unidas)    | El papa se reunió con el Secretario General de la ONU, Guterres, para discutir la paz, las crisis globales, las próximas cumbres de la ONU y las zonas de conflicto, reafirmando el apoyo de la Santa Sede a los esfuerzos de paz de la ONU. | [ 13 ]        |
| 14            | 13 de junio de 2025 | Joseph Aoun (Presidente del Líbano)                             | León XIV se reunió con el presidente libanés Aoun para discutir los fuertes lazos bilaterales, el papel de la Iglesia, las esperanzas de reforma del Líbano, la armonía interreligiosa y la paz en el Medio Oriente. | [ 14 ]        |
| 15            | 17 de junio de 2025 | Alain Berset (Secretario general del Consejo Europeo)           | Visita oficial | [ 15 ]        |
| 16            | 28 de junio de 2025 | Teodoro Obiang Nguema (Presidente de Guinea Ecuatorial)         | El papa León XIV se reunió con el presidente Obiang de Guinea Ecuatorial. Las conversaciones se centraron en las contribuciones de la Iglesia, las relaciones bilaterales y la seguridad regional en África Central y Occidental. | [ 16 ]        |
| 17            | 30 de junio de 2025 | Carlos Vila Nova (Presidente de Santo Tomé y Príncipe)          | Las colaboraciones de la iglesia con el país | [ 17 ]        |
| 18            | 30 de junio de 2025 | Võ Thị Ánh Xuân (Vicepresidenta de Vietnam)                     | Hablaron sobre los vínculos de la santa sede con Vietnam , las contribuciones de la Iglesia a la sociedad y cuestiones regionales e internacionales. | [ 18 ]        |
| Julio de 2025 |                     |                                                                 | |               |
| 19            | 2 de julio de 2025  | Giorgia Meloni (Primera ministra de Italia)                     | Se destacaron las buenas relaciones existentes entre la Santa Sede e Italia y se destacó el compromiso común con la paz en Ucrania y Oriente Medio, así como con la asistencia humanitaria en Gaza. A continuación de la conversación, continúa la nota, «nos centramos en algunos temas relacionados con las relaciones bilaterales, así como en asuntos de interés para la Iglesia y la sociedad italiana». | [ 19 ]        |
| 20            | 2 de julio de 2025  | Emine Erdoğan (Primera dama de Turquía)                         | Se insto a los cristianos a apoyar un alto el fuego en Gaza. Hablaron sobre la ayuda humanitaria, el clima, el racismo y una posible visita papal a Turquía en noviembre. | [ 20 ]        |
| 21            | 3 de julio de 2025  | Andrzej Duda (Presidente de Polonia)                            | Temas de carácter internacional,con especial atención a la guerra de Ucrania | [ 21 ]        |
| 22            | 4 de julio de 2025  | Milojko Spajić (Primer ministro de Montenegro)                  | Se habló sobre relaciones bilaterales, la ampliación de la UE y la guerra en Ucrania. | [ 22 ]        |
| 23            | 9 de julio de 2025  | Volodímir Zelenski (Presidente de Ucrania)                      | Se habló principalmente sobre conseguir la paz mediante el diálogo en la guerra frente a Rusia y el Papa expresó su dolor por las víctimas y animó a hacer «todos los esfuerzos» para liberar a los prisioneros de guerra. | [ 23 ] [ 24 ] |
| 24            | 24 de julio de 2025 | Abdelmadjid Tebboune (presidente de Argelia)                    | Se habló sobre las buenas relaciones, la Iglesia en Argelia, la geopolítica, el diálogo interreligioso y la promoción de la paz y la fraternidad en todo el mundo. | [ 25 ]        |